# Подгорина
Подгорина се налази источно од Подриња. Пружа се до река Тамнаве, Колубаре и Љига. Обухвата Ваљевску котлину и околне планине (Сувобор, Маљен, Повлен, Јабланик, Медведник). Река Градац, десна притока Колубаре, одваја Лелићки крас на западу од Бачевачког краса на истоку. Центар Подгорине је Ваљево.

## Облици рељефа
У рељефу Подгорине има свих крашких облика, изузев крашких поља, од којих је најпознатија Петничка пећина. Петничка пећина, дужине око 600 метара, представља систем подземних канала у Бачевачком красу, југоисточно од Ваљева. Налази се у близини села Петнице, у коме је истоимена истраживачка станица за ваншколско образовање младих.